# Pimbo
Pimbo é uma comuna francesa na região administrativa da Nova Aquitânia, no departamento Landes. Estende-se por uma área de 10,65 km². Em 2010 a comuna tinha 212 habitantes (densidade: 19,9 hab./km²).